# イ・イネ
イ・イネ（ハングル: 이인혜、ラテン翻字: LEE In-hye、1981年2月21日 - ）は、大韓民国ソウル特別市出身の女優で学者（ジャーナリズム専攻）。慶星大学校芸術総合学部映画専攻教授。平壌剣舞伝承者のイム・ヨンスンは母。

## 経歴

### 芸能界
小学校5年次よりMBC児童合唱団に在籍し、ナ・フナやソテジワアイドゥルらと舞台で共演した。合唱団在籍中、周囲から子役俳優になる事を薦められている。1992年、KBS主催の創作童謡大会に出場、「新しい道」を歌い優秀賞を受賞した。
1992年、中学校3年の時にミュージカル『屋根の上のバイオリン弾き』が韓国で初公演された際にはテヴィエの末娘ビールケ役として出演した。これをきっかけに俳優としてのキャリアを歩み始めた。同年にはMBCのテレビドラマ『天使たちの歌』に出演。その後MBCベスト劇場の作品、KBSの時代劇『韓明澮』、SBSの時代劇『大王の道』等に子役として出演した。1999年にはEBSの青少年向けドラマ『君の夢を拡げろ』に高校生役で出演。2000年には『学校シーズン3』にユ・ダイン役として出演した。
2005年には『快傑春香』で主人公チュニャンの友人ハン・ダニ（『春香伝』の香丹が元となったキャラクター）役を、2009年にはKBS『千秋太后』で穆宗の王妃宣正王后役を演じた。2010年には『戦友』で反北ゲリラの一員チョンファ役を演じ、同年度KBS演技大賞最優秀演技賞（女優）候補となった。

### 学者となる
イ・イネは小学生時代よりトップクラスの成績を挙げていた優等生であったが、果川文原中学校入学後、芸能活動を中断して学業に専念するようになると成績は下落した。時間を持て余している事に気づいた母親が、「芸能活動のために成績が落ちたらすぐ活動をやめる」事を条件に芸能界に復帰させたところ、成績は再び全校1、2位へと戻ったというエピソードがある。
果川女子高等学校2年次には生徒会長を務めた。3年次に東国大学校と梨花女子大学校を受験してどちらにも合格、「演技に役に立てば」と、映画演劇科を受験していた東国大学校に入学したが、芸能活動との両立が困難な大学のシステムに失望。果川女子高時代の担任教員に他大学受験を薦められた事もあり、大学1年次の夏より受験勉強を開始、その年の冬に一般入試で高麗大学校政治経済学部に奨学金を得て入学した。この時の大学修学能力試験の成績は370点（満点は400点）であったという。後にメディア学部に転じ、同学部新聞放送学科を卒業した。
2009年2月、韓国芸術総合学校に兼任教授として任用され、同年6月に高麗大学校大学院言論科修士課程に合格し入学。翌2010年から韓国芸術総合学校専任教員として1年間勤務した。2012年に修士課程を修了後同学科博士課程に入学、後同課程を修了。
2013年から2015年までソウル総合芸術実用学校で専任教授として勤務した後、同年9月より慶星大学校デジタルメディア学部専任教授に就任。後芸術総合学部映画専攻の教授となった。

## 作品
出演作品は、個別に注釈があるもの以外はによる:

### 映画
| 年   | タイトル                        | 原題     | 役名             | 備考     |
| ---- | ------------------------------- | -------- | ---------------- | -------- |
| 2007 | 麻婆島2                         | 마파도 2 | 若い頃のお婆さん | 特別出演 |
| 2008 | セクシーヒーロー★ピョン・ガンセ | 가루지기 |                  | 特別出演 |

### 舞台
| 年   | タイトル                     | 原題                             | 役名     | 備考                                                                                              |
| ---- | ---------------------------- | -------------------------------- | -------- | ------------------------------------------------------------------------------------------------- |
| 1992 | 屋根の上のバイオリン弾き     | Fiddler on the Roof              | ビールケ | 舞台デビュー作                                                                                    |
| 2005 | ロバの影の所有権に関する裁判 | 당나귀 그림자 소유권에 관한 재판 |          | 高麗大学校開学100周年記念公演 クリストフ・マルティン・ヴィーラント『アブデラの人びと』第4章が原作 |

### その他の番組
| 年        | タイトル                     | 原題             | 備考                        |
| --------- | ---------------------------- | ---------------- | --------------------------- |
| 2009-2011 | 順位を定める女               | 순위 정하는 여자 | QTV放送                     |
| 2010      | ゴールドミスが行く           | 골드미스가 간다  | SBS放送                     |
| 2011      | ライバルマッチ シーズン1     | 라이벌 매치      | XTM放送 番組進行役          |
| 2012      | もっとクラっとソゲッティング | 더 아찔한 소개팅 | Mnet放送 番組進行役         |
| 2012      | ITスクウェア                 | IT스퀘어         | チャンネルIT放送 番組進行役 |
| 2016      | プネスコプ ウィウォネ        | 부네스코 위원회  | KBS釜山放送                 |
| 2016      | TV書店 ブックソリ            | TV책방 북소리    | TBS放送 イ・グォヌと共に    |

### ラジオ番組
| 年   | タイトル             | 原題               | 備考                            |
| ---- | -------------------- | ------------------ | ------------------------------- |
| 2015 | 土曜人文学コンサート | 토요 인문학 콘서트 | EBS FM放送 チェ・サジャンと共に |

### 広告・コマーシャル
※一部、企業名をクリックするとCFの動画ページ（当該企業の公式チャンネル内）に飛びます。
| 年   | 企業名                                   |
| ---- | ---------------------------------------- |
| 2009 | WEAVERSMIND ワードスケッチ               |
| 2010 | エギョン漢方化粧品スィリム               |
| 2010 | セブン-イレブンストッキング              |
| 1997 | バスキン・ロビンス31アイスクリームケーキ |

### 著作
- 『イ・イネの夢 何が何でも勉強が基本だ!』（サロムFRIENDS2010）[24]
- 『スーパースター』（共著、カトリック出版社2011）[25]

### 論文
- 김민성, 용미란, 이인혜, 김지아, 한미향, 김성태「지지후보자에 따른 유권자의 선택적 정보 접근에 관한 연구 : 매체 및 정보 유형 비교를 중심으로 한국어」『정치커뮤니케이션 연구（政治コミュニケーション研究）』30号（2013.9）
- I., Lee "VISUAL MESSAGE PROCESSING OF THE CONSERVATIVE AND THE PROGRESSIVE" BIFF Conference, 2013.9
- I., Lee and G. Roh "From Modernism to Internationalism: Remake of LATE AUTUMN" Popular Culture Association / American Culture Association (PCA/ACA) 2014.6
- 이인혜「리메이크 영화 <만추>의 비교분석 연구 : 1981년과 2010년 작 <만추>를 중심으로」『씨네포럼（シネフォーラム）』19号（2014.12）